# Alexios Apokaukos

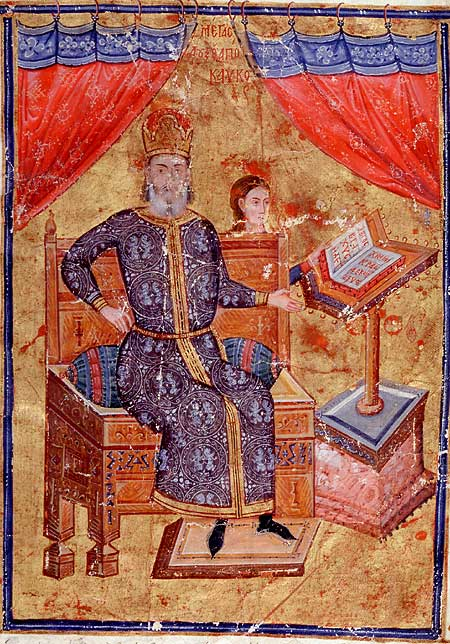
Alexios Apokaukos in der Tracht des Megas Doux

Alexios Apokaukos († 11. Juni 1345) (griechisch: Ἀλέξιος Ἀπόκαυκος) war ein führender byzantinischer Staatsmann und Megas Doux des Reiches in der Zeit der Herrschaft der Herrscher Andronikos III. Palaiologos und Johannes V. Palaiologos. Obwohl er seinen politischen und militärischen Aufstieg dem Letzteren zu verdanken hatte, wendete er sich im Bürgerkrieg zwischen 1341 und 1347 gegen ihn.

## Biographie

### Frühes Leben
Apokaukos entstammt bescheidener Verhältnisse und war erst als Schreiber im Dienst des Domestikos der Themen. Es gelang ihm jedoch, in der Hierarchie des Reiches immer weiter aufzusteigen, sodass er 1321 kaiserlicher Kammerherr (Parakoimōmenos) wurde. Apokaukos wurde in seiner Position nützlich für Johannes Kantakouzenos, der den Thron für den Enkel des damaligen Herrschers, Andronikos II. usurpieren wollte. Unter Drohung eines Krieges überließ der schon greise Herrscher einige Gebiete in Makedonien und Thrakien seinem Enkel. Als Andronikos III. Palaiologos 1328 das Reich nach dem Tod seines Großvaters komplett regieren konnte, zeichnete er Apokaukos mit dem Amt des kaiserlichen Sekretärs (mesazōn) und des Finanzministers, Ämtern, die früher Johannes innehatte. Das Vermögen, das Apokaukos mit diesen Ämtern verdienen konnte, investierte er unter anderem in dem Bau eines privaten Refugiums nahe Selymbria am Marmarameer.
Bis zum jähen Tod des Palaiologos im Juni 1341 stand Apokaukos Kantakouzenos offenbar loyal gegenüber. Kurz bevor der Basileus verstorben war, hatte er Apokaukos noch mit dem Amt des Megas Doux versehen, was ihm das Oberkommando über die byzantinische Flotte einbrachte.

### Bürgerkrieg
Nach dem Tod beanspruchten zwei Parteien den Thron für sich: die Befürworter Johannes Kantakouzenos’, meistens die adligen Großgrundbesitzer aus Makedonien und Thrakien, und die Anhänger der Palaiologen, die hinter der Witwe des verstorbenen Basileus, Anna von Savoyen, standen. Kantakouzenos übernahm die Regentschaft für den erst neunjährigen Johannes V. und war damit in einer günstigen Position, um den Thron zu besteigen. Aus Loyalität gegenüber seinem verstorbenen Freund zog er es jedoch vor, den jungen Regenten zu achten. Diese Entscheidung ermutigte seine Gegner und auch Apokaukos, der es gerne gesehen hätte, wenn Kantakouzenos die Herrscherwürden angenommen hätte, da er auch auf die Förderung seiner eigenen Karriere bedacht war. Apokaukos wechselte nun die Seiten zu den Anhängern der Kaiserin. Nachdem Kantakouzenos im Juli 1341 Konstantinopel verließ, um sich auf einen Feldzug gegen die Serben zu begeben, lag für Apokaukos das Feld frei. Obwohl er als Megas Doux für den Schutz der Dardanellen gegen die Osmanen Sorge zu tragen hatte, ließ er die Osmanen die Dardanellen überqueren und in Thrakien einfallen, um dort für Unruhe zu sorgen. Er versuchte außerdem, den jungen Monarchen zu entführen, was ihm jedoch misslang, sodass er sich in sein Haus nach Epibatai zurückziehen musste. Nachdem Kantakouzenos siegreich in die Hauptstadt des Reiches zurückgekehrt war, sah er entgegen dem Rat seiner Freunde jedoch davon ab, Apokaukos zu bestrafen, sondern verzieh ihm. Nach einer übertrieben großen Ehrerbietung von Seiten Apokaukos’ durfte er seine Ämter behalten und in Konstantinopel bleiben, während Kantakouzenos wieder gegen seine Feinde ins Feld zog.

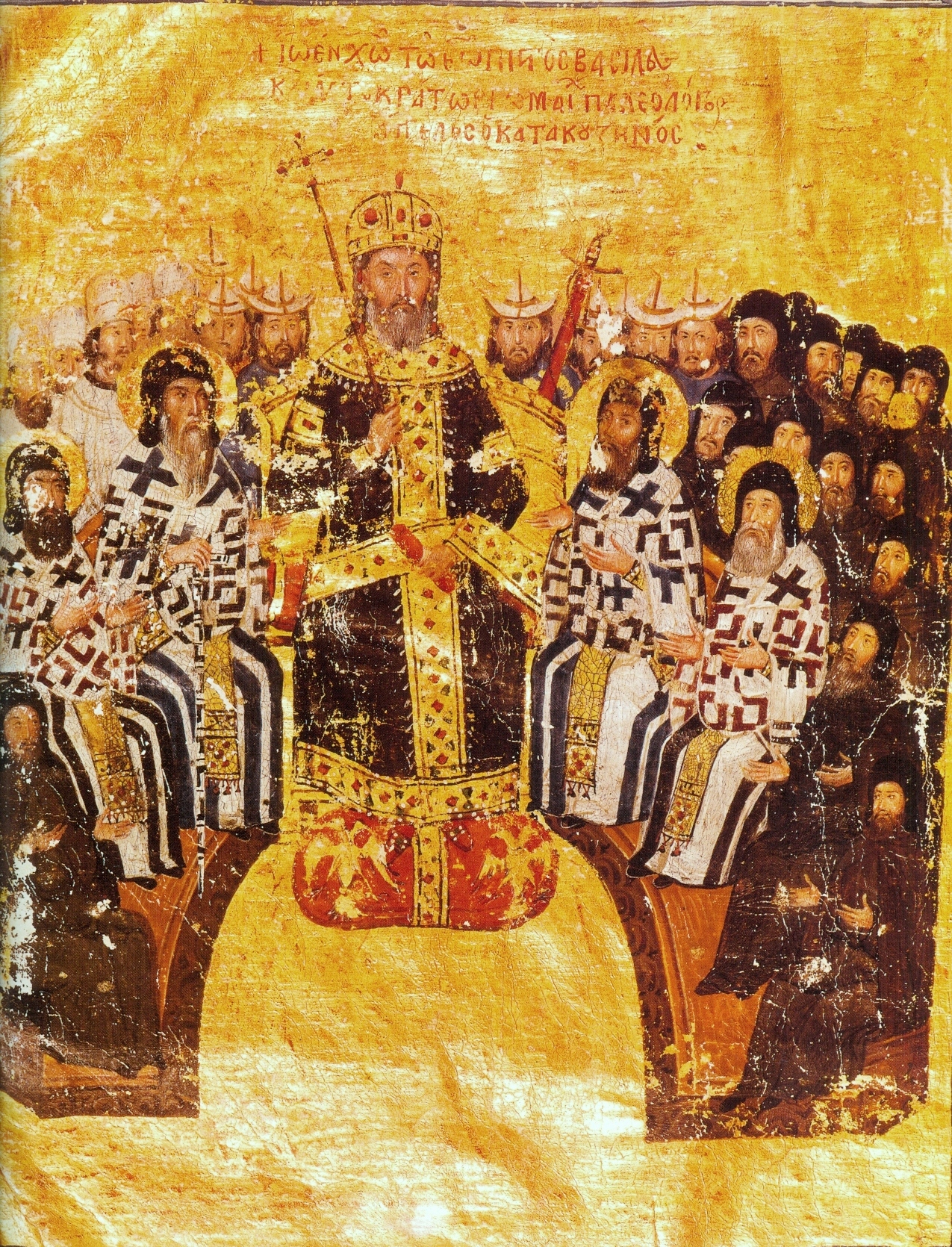
Johannes VI. Kantakouzenos

Doch sobald Apokaukos in die Stadt zurückgekehrt war, bereitete er erneut eine Verschwörung gegen Kantakouzenos vor. Er ging zum Patriarchen Johannes Kalekas, dem er erzählte, Kantakouzenos plane dessen Absetzung und sei bestrebt, der Herrscherin zu schaden. Die Männer, die sich nun um Apokaukos sammelten, waren bald stark genug, um die Macht in Konstantinopel zu übernehmen und die Freunde und Familie Kantakouzenos’ einzusperren. Theodora, die Mutter Johannes Kantakouzenos’, starb in ihrer Gefangenschaft. Der Patriarch wurde zum Regenten ernannt, während Kaiserin Anna Apokaukos mit dem Amt des Statthalters (eparchos) in Konstantinopel versah.
Auf diese Maßnahme reagierte Kantakouzenos damit, dass er sich in Didymoteicho im Oktober 1341 selbst zum Kaiser ausrufen ließ. Seine Gegner ließen dann Johannes V. im folgenden Monat krönen. Diese beiden Krönungen brachten einen Bürgerkrieg mit sich, in den das Reich für sechs Jahre lang versank und der mit dem Sieg Kantakouzenos’ endete. Der Krieg schwächte das Reich langfristig, da sich die byzantinische Gesellschaft in zwei Parteien spaltete: Die Adligen und Reichen standen auf der Seite Kantakouzenos’, die Ärmeren, vor allem die in Städten lebenden, aber auch Kaufleute und Seeleute, standen zu Palaiologos und seinen Regenten. Besonders der enorme Reichtum Kantakouzenos’ und seiner Gefolgsleute, der im krassen Widerspruch zu den ärmlichen Verhältnissen des Gros der Bevölkerung stand, wurde zu einem wirksamen Propagandamittel auf Seiten Apokaukos’. Darüber hinaus brachen auch religiöse Streitigkeiten während des Bürgerkrieges aus. Laut der Historikerin Angeliki Laiou kann man Apokaukos als einen Vertreter der radikalen Umstrukturierung des byzantinischen Staates ansehen: Er wollte die Vormachtstellung des alten, konservativen, auf den Landbesitz gegründeten Adels brechen, und durch eine kaufmännische, maritime und westwärts orientierten Gesellschaft ersetzen, nach dem Modell der italienischen Handelsrepubliken.
Ein paar Tage nach der Krönung Kantakouzenos’ zum Kaiser brach in der Stadt Adrianopel ein Aufstand unter den Bürgern aus, die den städtischen Adel absetzten und sich selbst die Regierungsgewalt übertrugen. Sie baten Apokaukos und seinen Sohn Manuel, sie in ihrer Sache zu unterstützen. Auch die Thessaloniki, die zweitgrößte byzantinische Stadt, erhob sich gegen den dortigen Adel und konnte dabei auch auf Apokaukos zählen, der eine 70 Schiffe starke Flotte in den Hafen der Stadt schickte.
Diese Revolten fanden in fast allen Städten des Reiches statt, so dass der Großteil des Reiches sich bald für die Regenten erklärt hatte. Kantakouzenos, von seinem Hauptstützpunkt Didymoteicho abgeschnitten, sah sich gezwungen, das Reich zu verlassen und beim serbischen König Zuflucht zu suchen. Doch ab 1343 konnte er sich der Unterstützung eines alten Freundes, des Emirs Umur von Aydın, erfreuen und so das Blatt wenden. Er konnte seine Macht in Makedonien immer mehr ausbauen und obwohl es ihm misslang, Thessaloniki einzunehmen, ermöglichten es ihm seine türkischen Verbündeten, sich bis Didymoteicho durchzuschlagen. Nach und nach dünnte sich das Lager derer, die noch für Apokaukos waren, aus und auch sein Sohn Manuel stellte sich in die Dienste des Feindes seines Vaters, nachdem er seinen Posten in Adrianopel aufgegeben hatte.
Im Frühjahr 1345 lehnte es Apokaukos ab, auf ein Friedensangebot mit Kantakouzenos einzugehen. Um seine schwindende Macht in der Hauptstadt zu festigen, befahl er Proskriptionen und errichtete ein neues Gefängnis für politische Feinde. Am 11. Juni entschied sich Apokaukos plötzlich, das sich im Bau befindende Gefängnis zu besuchen. Erstaunlicherweise unternahm er diesen Besuch ohne seine Leibgarde. Als die Gefangenen das sahen, überwältigten und töteten sie ihn, später wurde sein Kopf auf einem Speer aufgespießt. Mit der Tötung des Apokaukos waren sich die Gefangenen sicher, dass sie die Gunst der Kaiserin Anna bald wieder erlangen könnten. Diese jedoch war über den Tod ihres führenden Ministers so erschrocken, dass sie den Anhängern des Toten die Bewilligung gab, sich zu rächen. Alle 200 Gefangenen wurden daraufhin hingerichtet, obwohl einige versuchten, in ein nahe gelegenes Kloster zu entfliehen. Obwohl der Tod Apokaukos’ nicht der Auslöser für den Zusammenbruch der Regentschaft war, war es doch ein schwerer Verlust. Von jetzt an schwand die Sache der Kaiserin, und Kantakouzenos’ Sieg wurde zunehmend sicher. Der Bürgerkrieg endete jedoch erst am 3. Februar 1347, als Kantakouzenos in Konstantinopel einzog und die Kaiserin zwang, ihn als legitimen Kaiser anzuerkennen.

## Familie
Alexios Apokaukos hatte zwei Brüder, Ioannis und Nikephoros, die beide in den Chroniken des Johannes Kantakouzenos 1362 erwähnt wurden, von denen weiter jedoch nichts bekannt ist. Apokaukos war zweimal verheiratet. Seine erste Frau entstammte einem kleinadligen Geschlecht, seine zweite, die er um 1341 heiratete, entstammt dem Großadel: Sie war die Tochter des Groß-Stratopedarches Georgios Choumnos. Aus den Ehen entstammten insgesamt fünf Kinder:
- Ioannis Apokaukos, Statthalter von Thessaloniki, im Juli 1345, nach dem Tod seines Vaters, als er die Stadt an Kantakouzenos ergeben wollte, ermordet
- Manuel Apokaukos, Statthalter von Adrianopel zwischen 1342 und 1344, lief zu Kantakouzenos über
- namentlich unbekannte Tochter, die Andronikos Palaiologos heiratete und nach dessen Tod Ioannis Asan
- namentlich unbekannte Tochter, die 1341 den Sohn des Patriarchen Ioannis Kalekas heiratete
- namentlich unbekannte Tochter, die 1341 den Sohn eines Dienstmädchens der Kaiserin heiratete.